# メジャーリーグサッカー
メジャーリーグサッカー（英語: Major League Soccer、略称: MLS）は、北アメリカのプロサッカーリーグである。アメリカ合衆国サッカー連盟によって認可されており、アメリカ合衆国の26クラブとカナダの3クラブで構成されている。

## 歴史
アメリカ合衆国のプロサッカーリーグは19世紀から数多く興っては解散してきた。その中で最も有名なものは1967年から1984年まで存在した「北米サッカーリーグ（NASL）」で、ペレ、ヨハン・クライフ、フランツ・ベッケンバウアーといったヨーロッパや南米の主力選手を擁して人気獲得を図った。しかし、球団間の実力・財政力の不均衡や、アメリカ人のスタープレイヤーが1人も育たなかったなどの理由から興行としては失敗に終わり、NASLは解体した。
しかし、1994年のFIFAワールドカップ開催国がアメリカに決定したことを起爆剤に、再度1部リーグとしてのプロサッカーリーグを開催する機運が発生し、ワールドカップ開催の2年後の1996年に10クラブによる「メジャーリーグサッカー（MLS）」が発足。当初は1995年発足の予定であったが資金難のために開幕が1年遅れ、1996年に開幕した。1998年から12クラブとなるが予算難から2002年に10クラブに戻す。2005年からエクスパンションが始まり、2009年には15クラブ、2010年には16クラブ、2012年には19クラブまで拡大し、2015年にニューヨーク・シティFCとオーランド・シティSCが参入することをはじめ、2025年までに計30クラブとなることを予定している。現在下部リーグとの入れ替え制度は行われておらず、USL（2010年までの2部相当のリーグ）やNASL（2011年創設の2部相当のリーグ）等のクラブがMLSに参入する場合は既存のクラブを母体に新設されたエクスパンションチームとして加盟する形となる。
まだ開幕して30年未満ということもあり、人気は徐々に出始めてきているものの、認知度は北米4大プロスポーツリーグ（NFL・MLB・NBA・NHL）と比較して未だ高いとはいえない。近年はアイスホッケーをリードしていることから、サッカーを4大スポーツの一つにするという意見もある。競技人口は2400万人を越えており、中国に次いで世界で2番目に多い国である。2023年には史上最高のサッカー選手の一人と称されているリオネル・メッシがMLSに加入した。
アメリカのスポーツメディアの調査によると、2022年シーズンの全28クラブの総収入は16億ドルと予測されており、高い成長を続けている。リーグ優勝決定戦のMLSカップはさほど注目度が高いとは言えず、全米視聴率は0%台が続いている。所属クラブ数が拡大したこともあり、シーズン観客動員数などは増加傾向にある。2015年のレギュラーシーズンの観客動員数は730万人を超えており、1試合当たりの平均観客動員数はNBAやNHLを上回る2万1546人である。また一部のチームはアメフトやカナディアンフットボールとの兼用の関係で、人工芝の競技場を本拠地としているチームもある（他にロシア・プレミアリーグの例もある）。日本人では木村光佑が2007年にコロラド・ラピッズへ入団し、2010年には日本人として初となるMLSカップ出場およびリーグ優勝を経験、ニューヨーク・レッドブルズに移籍した2013年にはレギュラーシーズン1位となるサポーターズ・シールドを獲得した。

## 特色

### ドラフト会議
選手契約金の高騰を避けるため、新人選手は他のメジャースポーツと同様にドラフト会議で獲得する。現在では各クラブが独自にスカウティング活動を行っている。2004年にワシントン・DCユナイテッドに入団したフレディー・アドゥーは同リーグの史上最年少出場選手記録（1989年生まれ・14歳 アメリカのプロスポーツマンを通してもこの100年で史上最年少）だけでなく、MLSの史上最高年俸・推定約5200万円、並びに史上最年少ゴールを達成して話題になった。

### 特別指定選手制度

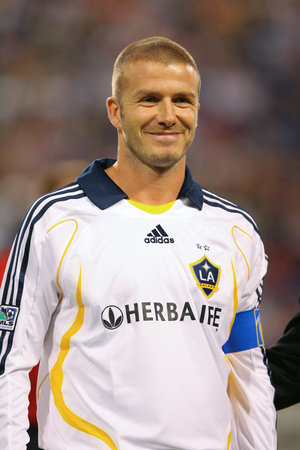
2007年に初の特別指定選手となったデビッド・ベッカム

選手の給与は、現在費用対効果の観点から、リーグから支払われるシステムになっているが、そのため欧州に比べると水準が低く、著名選手を獲得できない理由のひとつとされていた。このリーグ運営方法を「シングル・エンテティ・システム」と呼び、他のプロスポーツリーグもこの制度を導入している。ただ、2007年よりリーグからの給与とは別に、各チームが二人まで（この枠をトレードして最高で三枠まで獲得できる）予算を独自に決定しても良い特別指定選手制度（Designated Player Rule）と言う制度が導入された。これによってデビッド・ベッカムやフレドリック・ユングベリ、ティエリ・アンリ、ラファエル・マルケスなど大型スター選手たちが続々とメジャーリーグサッカーに移籍してきている。このうちベッカムの契約は5年契約で、その総収入額は2億5000万ドル（約300億円）に達すると言われる。
2015年時点でのMLSの最高年俸はオーランド・シティSCのカカの716万7500ドル（約8億6000万円）であり、年俸100万ドル以上の選手数は19と増加傾向にある。一般の選手の給料はサラリーキャップ制を採用しており、2015年時点での調べによると、平均年俸は28万2499ドル（約3400万円）である。

### 外国人枠
一シーズン毎に外国人選手の出場枠を他クラブに売る事が可能。これにより買い取ったクラブは戦力増強が可能になり、売ったクラブはそれを元手にクラブ運営が出来るという双方にメリットがある。

### マーケティング
| リーグ                     | チーム平均市場価値 |
| -------------------------- | ------------------ |
| NFL                        | 51億1000万ドル     |
| NBA                        | 28億6000万ドル     |
| MLB                        | 23億2000万ドル     |
| NHL                        | 10億3000万ドル     |
| MLS                        | 05億7900万ドル     |
| 出典: フォーブス（2023年） |                    |

2002年に自前のサッカー専門のマーケティング会社『サッカーユナイテッドマーケティング社』を設立し、アディダス社との総額1.2億ドルなどの大型契約を締結するなど、近年著しくビジネスの側面が急速に成長してきている。富豪のオーナーによってインフラ整備は進み、各クラブ、自前のサッカー専用スタジアムを保有することで経営の安定と成長を図っている。
アメリカの経済誌フォーブスによると、2023年シーズンにおける1クラブ当たりの市場価値は5億7900万ドルである。また、MLSで最も市場価値の高いクラブはロサンゼルスFCであり、10億ドルと算定されている。ヨーロッパのビッグクラブがシーズンオフにアメリカへ渡ってMLSのチームと試合をするツアーも近年は多く組まれ、記録的な観客数を集めている。

## 所属クラブ
| クラブ名                         | ホームタウン                           | クラブカラー | 加入年 |
| -------------------------------- | -------------------------------------- | ------------ | ------ |
| ロサンゼルス・ギャラクシー       | カリフォルニア州ロサンゼルス           |              | 1996年 |
| FCダラス                         | テキサス州ダラス                       |              | 1996年 |
| コロラド・ラピッズ               | コロラド州デンバー                     |              | 1996年 |
| スポルティング・カンザスシティ   | カンザス州カンザスシティ               |              | 1996年 |
| レアル・ソルトレイク             | ユタ州ソルトレイクシティ               |              | 2005年 |
| ヒューストン・ダイナモ           | テキサス州ヒューストン                 |              | 2006年 |
| サンノゼ・アースクエイクス       | カリフォルニア州サンノゼ               |              | 1996年 |
| シアトル・サウンダーズFC         | ワシントン州シアトル                   |              | 2009年 |
| バンクーバー・ホワイトキャップス | ブリティッシュコロンビア州バンクーバー |              | 2011年 |
| ポートランド・ティンバーズ       | オレゴン州ポートランド                 |              | 2011年 |
| ミネソタ・ユナイテッドFC         | ミネソタ州セントポール                 |              | 2017年 |
| ロサンゼルスFC                   | カリフォルニア州ロサンゼルス           |              | 2018年 |
| オースティンFC                   | テキサス州オースティン                 |              | 2021年 |
| セントルイス・シティSC           | ミズーリ州セントルイス                 |              | 2023年 |
| サンディエゴFC                   | カリフォルニア州サンディエゴ           |              | 2025年 |

| クラブ名                             | ホームタウン                           | クラブカラー | 加入年 |
| ------------------------------------ | -------------------------------------- | ------------ | ------ |
| ニューヨーク・レッドブルズ           | ニューヨーク                           |              | 1996年 |
| D.C. ユナイテッド                    | ワシントンD.C.                         |              | 1996年 |
| ニューイングランド・レボリューション | ニューイングランド地方大ボストン都市圏 |              | 1996年 |
| コロンバス・クルー                   | オハイオ州コロンバス                   |              | 1996年 |
| シカゴ・ファイアーFC                 | イリノイ州シカゴ                       |              | 1998年 |
| トロントFC                           | オンタリオ州トロント                   |              | 2007年 |
| フィラデルフィア・ユニオン           | ペンシルベニア州フィラデルフィア       |              | 2010年 |
| CFモントリオール                     | ケベック州モントリオール               |              | 2012年 |
| ニューヨーク・シティFC               | ニューヨーク                           |              | 2015年 |
| オーランド・シティSC                 | フロリダ州オーランド                   |              | 2015年 |
| アトランタ・ユナイテッドFC           | ジョージア州アトランタ                 |              | 2017年 |
| FCシンシナティ                       | オハイオ州シンシナティ                 |              | 2019年 |
| インテル・マイアミCF                 | フロリダ州マイアミ都市圏               |              | 2020年 |
| シャーロットFC                       | ノースカロライナ州シャーロット         |              | 2022年 |
| ナッシュビルSC                       | テネシー州ナッシュビル                 |              | 2020年 |

### 過去に所属したクラブ
| クラブ名                              | ホームタウン                     | クラブカラー | 所属期間        |
| ------------------------------------- | -------------------------------- | ------------ | --------------- |
| マイアミ・フュージョン                | フロリダ州フォートローダーデール |              | 1998年 - 2001年 |
| タンパベイ・ミューティニー            | フロリダ州タンパ                 |              | 1996年 - 2001年 |
| クラブ・デポルティボ・チーヴァス・USA | カリフォルニア州ロサンゼルス     |              | 2005年 - 2014年 |

## 歴代優勝クラブ
- 1996年 D.C. ユナイテッド
- 1997年 D.C. ユナイテッド
- 1998年 シカゴ・ファイアー
- 1999年 D.C. ユナイテッド
- 2000年 スポルティング・カンザスシティ
- 2001年 サンノゼ・アースクエイクス
- 2002年 ロサンゼルス・ギャラクシー
- 2003年 サンノゼ・アースクエイクス
- 2004年 D.C. ユナイテッド
- 2005年 ロサンゼルス・ギャラクシー
- 2006年 ヒューストン・ダイナモ
- 2007年 ヒューストン・ダイナモ
- 2008年 コロンバス・クルー
- 2009年 レアル・ソルトレイク
- 2010年 コロラド・ラピッズ
- 2011年 ロサンゼルス・ギャラクシー
- 2012年 ロサンゼルス・ギャラクシー
- 2013年 スポルティング・カンザスシティ
- 2014年 ロサンゼルス・ギャラクシー
- 2015年 ポートランド・ティンバーズ
- 2016年 シアトル・サウンダーズ
- 2017年 トロントFC
- 2018年 アトランタ・ユナイテッド
- 2019年 シアトル・サウンダーズ
- 2020年 コロンバス・クルー
- 2021年 ニューヨーク・シティFC
- 2022年 ロサンゼルスFC
- 2023年 コロンバス・クルー
- 2024年 ロサンゼルス・ギャラクシー

### サポーターズ・シールド
サポーターズ・シールドは、MLSのレギュラーシーズンにおいて勝ち点制で決定され、最多ポイント数のクラブは翌シーズンのCONCACAFチャンピオンズリーグの出場権を得る。

## クラブ別優勝回数
| クラブ                               | MLSカップ | 優勝年度                           | サポーターズ シールド | 優勝年度               |
| ------------------------------------ | --------- | ---------------------------------- | --------------------- | ---------------------- |
| ロサンゼルス・ギャラクシー           | 6         | 2002, 2005, 2011, 2012, 2014, 2024 | 4                     | 1998, 2002, 2010, 2011 |
| D.C. ユナイテッド                    | 4         | 1996, 1997, 1999, 2004             | 4                     | 1997, 1999, 2006, 2007 |
| コロンバス・クルー                   | 3         | 2008, 2020, 2023                   | 3                     | 2004, 2008, 2009       |
| サンノゼ・アースクエイクス           | 2         | 2001, 2003                         | 2                     | 2005, 2012             |
| シアトル・サウンダーズ               | 2         | 2016, 2019                         | 1                     | 2014                   |
| スポルティング・カンザスシティ       | 2         | 2000, 2013                         | 1                     | 2000                   |
| ヒューストン・ダイナモ               | 2         | 2006, 2007                         |                       | -                      |
| ロサンゼルス                         | 1         | 2022                               | 2                     | 2019, 2022             |
| シカゴ・ファイアー                   | 1         | 1998                               | 1                     | 2003                   |
| トロント                             | 1         | 2017                               | 1                     | 2017                   |
| レアル・ソルトレイク                 | 1         | 2009                               |                       | -                      |
| コロラド・ラピッズ                   | 1         | 2010                               |                       | -                      |
| ポートランド・ティンバーズ           | 1         | 2015                               |                       | -                      |
| アトランタ・ユナイテッド             | 1         | 2018                               |                       | -                      |
| ニューヨーク・シティ                 | 1         | 2021                               |                       | -                      |
| ニューヨーク・レッドブルズ           |           | -                                  | 3                     | 2013, 2015, 2018       |
| タンパベイ・ミューティニー           |           | -                                  | 1                     | 1996                   |
| マイアミ・フュージョン               |           | -                                  | 1                     | 2001                   |
| ダラス                               |           | -                                  | 1                     | 2016                   |
| フィラデルフィア・ユニオン           |           | -                                  | 1                     | 2020                   |
| ニューイングランド・レボリューション |           | -                                  | 1                     | 2021                   |
| シンシナティ                         |           | -                                  | 1                     | 2023                   |
| インテル・マイアミ                   |           | -                                  | 1                     | 2024                   |

## 試合方式

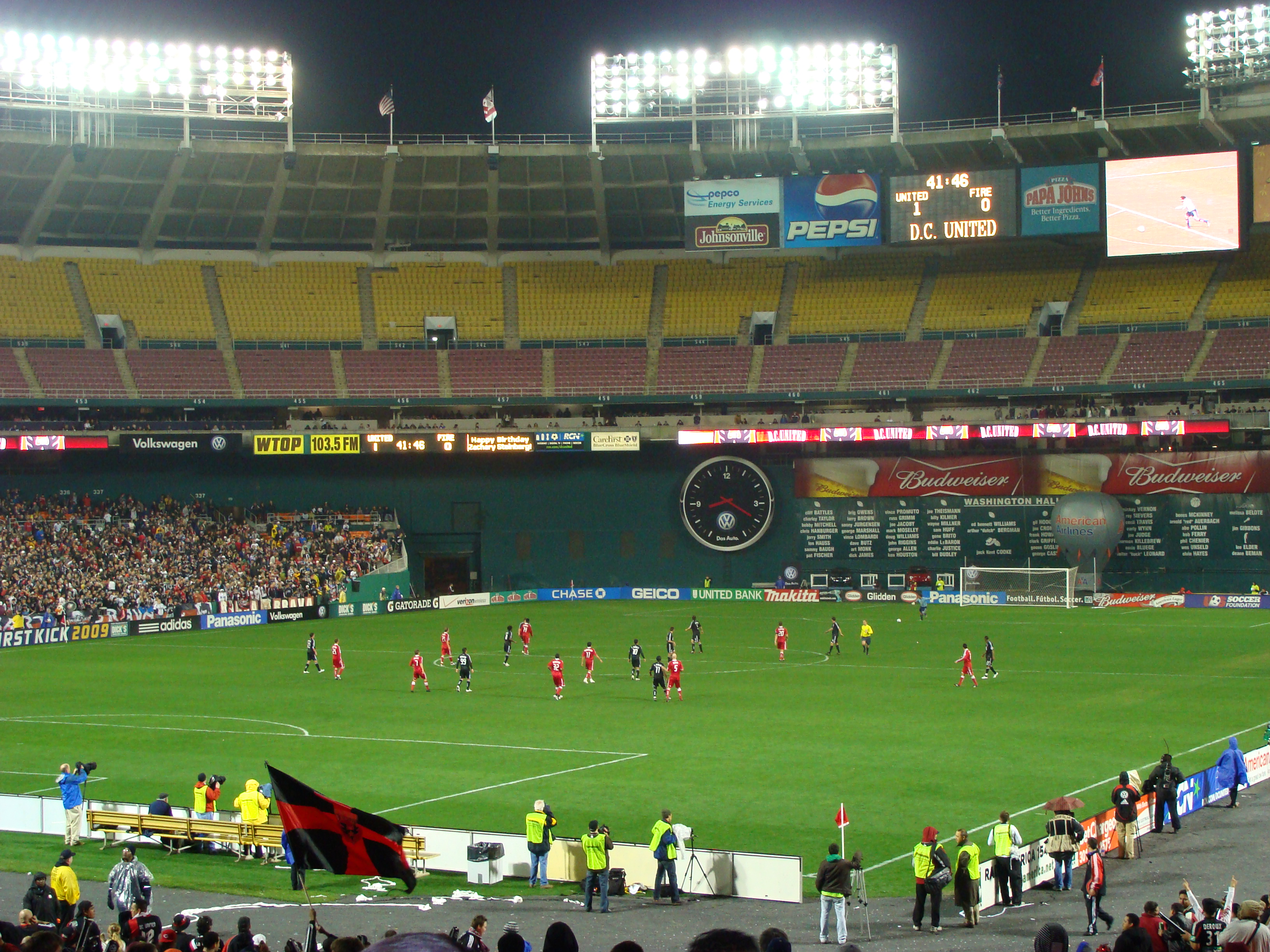
RFK Stadiumに於ける「D.C. ユナイテッド」対「シカゴ・ファイアーFC」の試合風景

### 年間の試合形態
レギュラーシーズン（2019年）
24チームを東西12チームずつの東西2ディビジョンに分けて、同一カンファレンスとはホーム・アンド・アウェー方式2回総当たりの22試合、別カンファレンスとは1回総当たりの12試合、計34試合を行い、両ディビジョンの上位7チームずつの14チームが決勝トーナメントにあたる「MLSカップ」にコマを進める。このレギュラーシーズンで最も優秀な成績をおさめたクラブには「サポーターズ・シールド」という表彰が行われる。またCONCACAFチャンピオンズリーグへの出場権は東西地区優勝クラブと、2位のうち勝ち点上位の3クラブが出場権を与えられる。
シーズンは3月開幕、10月終了の春秋制である。そのため、オフシーズンにヨーロッパのクラブに期限付き移籍したり、練習参加する選手もいる。
MLSカップ
12チームによるトーナメント戦。
地区3 - 6位が出場する1回戦は、3位 - 6位、4位 - 5位の組み合わせを上位順位クラブの本拠地でのワンマッチで行い、その勝者が地区準決勝に進出する。
地区準決勝・地区決勝については、ホーム&アウェーの2試合で対戦し、1勝1敗の場合は2試合の総得点→その後PK合戦を行う体裁となった（以前は1勝1敗や2引き分けの場合は第3戦を実施していた）。年間決勝戦は中立地での1試合決着となっている。

### MLSならではの過去のルール制度
カウントダウン方式
かつてのMLSでは、アメリカンフットボールやバスケットボールなどと同様、アディッショナルタイム（=ロスタイム）相当分をカウントせず、きっちり45分ずつで試合が終了できるようにした「カウントダウンシステム」を採用していたことがあった。
現在は、FIFAのシステムをそのまま利用している。
シュートアウト合戦
同じくかつてのMLSでは、同点の場合は引き分けにせず、サドンデス方式のシュートアウト合戦を行っていた。これはPK戦と同じくゴールキーパーとの1対1であるが、攻撃者はゴールから35メートルの地点からドリブルをし、一定の時間内にシュートを放つというものである。
これも現在は採用しておらず、予選リーグではFIFAルールと同じ90分引き分け制併用のスタイルとなっている。

## 放送・配信

### インターネット配信
2022年6月14日、Appleとの間で2023年シーズンから10年間の配信契約を結んだ上で本リーグの試合を同社が運営している動画配信サービスのApple TV+にて、米国や日本を含め全世界にて全試合独占ライブ配信することを発表した。

### テレビ放送
2007年以降もMLSは以下の放送局に放映権を与えている。FIFA主催の国際大会や、米国代表戦などとセットで販売される場合が多い。
- ESPN/ABC：8年契約
- ユニビジョン（スペイン語放送）：8年契約
- FOXサッカーチャンネル：11年契約
- HDNet：3年契約

### 日本での放送
日本では旧スポーツ・アイESPNで中継を行っていた。その後、日本でMLS中継は行われなくなったが、日本でも知名度の高いベッカムの加入に伴いESPNと提携しているJ SPORTSが2007年夏から中継を再開。その後2016年5月から2017年まではフジテレビNEXTで放送された。2025年6月からはGAORA SPORTSにて現地月曜開催試合「Monday Night Soccer」が毎節録画放送という形で再び放送再開されることが決定している。

## 下部リーグ相当のリーグ戦
これらはMLSは直接関与しておらず、日本で言うJリーグとJFL以下の諸リーグの関係に相当する。そのため、現段階ではこれら下位リーグとの成績上の自動昇・降格や入れ替え戦は実施されておらず、当面これを導入するめども立っていない。いわゆる独立リーグやセミプロフェッショナルリーグといわれる。
以下は主にアメリカ国内のリーグを記載するが、カナダやカリブ海各国のクラブもこれらのリーグに参加し、様々な国にとってのサッカーピラミッドを複合的に形成している。
- 北米サッカーリーグ（NASL）：2部リーグ相当
  - MLSの実質的な下部リーグのうち最大のものは、2009年まで2部から4部に相当するリーグを運営していたユナイテッドサッカーリーグ（USL）であったが、2009年に同リーグの株式を保有していたナイキがこれを売却したことに対してUSL1部と2部の複数のクラブが反発し、NASL（かつて存在した北米サッカーリーグと同名の新リーグ）の結成と、2010年度からのUSL脱退を宣言した。しかし、USL、NASLともにチーム数が不足することから、2010年は米国サッカー連盟（USSF）の仲介により暫定的に両者が共同し、USSFディビジョン2プロリーグを組織して2部相当のリーグとした。
  - 2011年からは、NASLとUSLがそれぞれ独立し、NASLが2部相当のリーグとなっている。
- USLプロ：3部リーグ相当
  - 2009年までのUSL1部2部の各クラブのうち、MLSに昇格したクラブとNASLに参加したクラブを除く、USLに残ったクラブと新設されたクラブによって新たに1部構成で組織したリーグ。USLとしては1部リーグ相当。
- カナダサッカーリーグ：3部リーグ相当
  - カナダの国内リーグとしては最上位。これより上はMLS、NASLとなる。
- USLプレミアデベロップメントリーグ：4部リーグ相当
  - USLの下部リーグ。独自の年齢制限を設けて若年層を育成するリーグとしている。
- ナショナルプレミアサッカーリーグ（NPSL）：4部リーグ相当
- 合衆国成年サッカー協会（USASA）：5部リーグ相当
- 合衆国クラブサッカー（USCS）：5部リーグ相当